# Polen op het Eurovisiesongfestival 2008

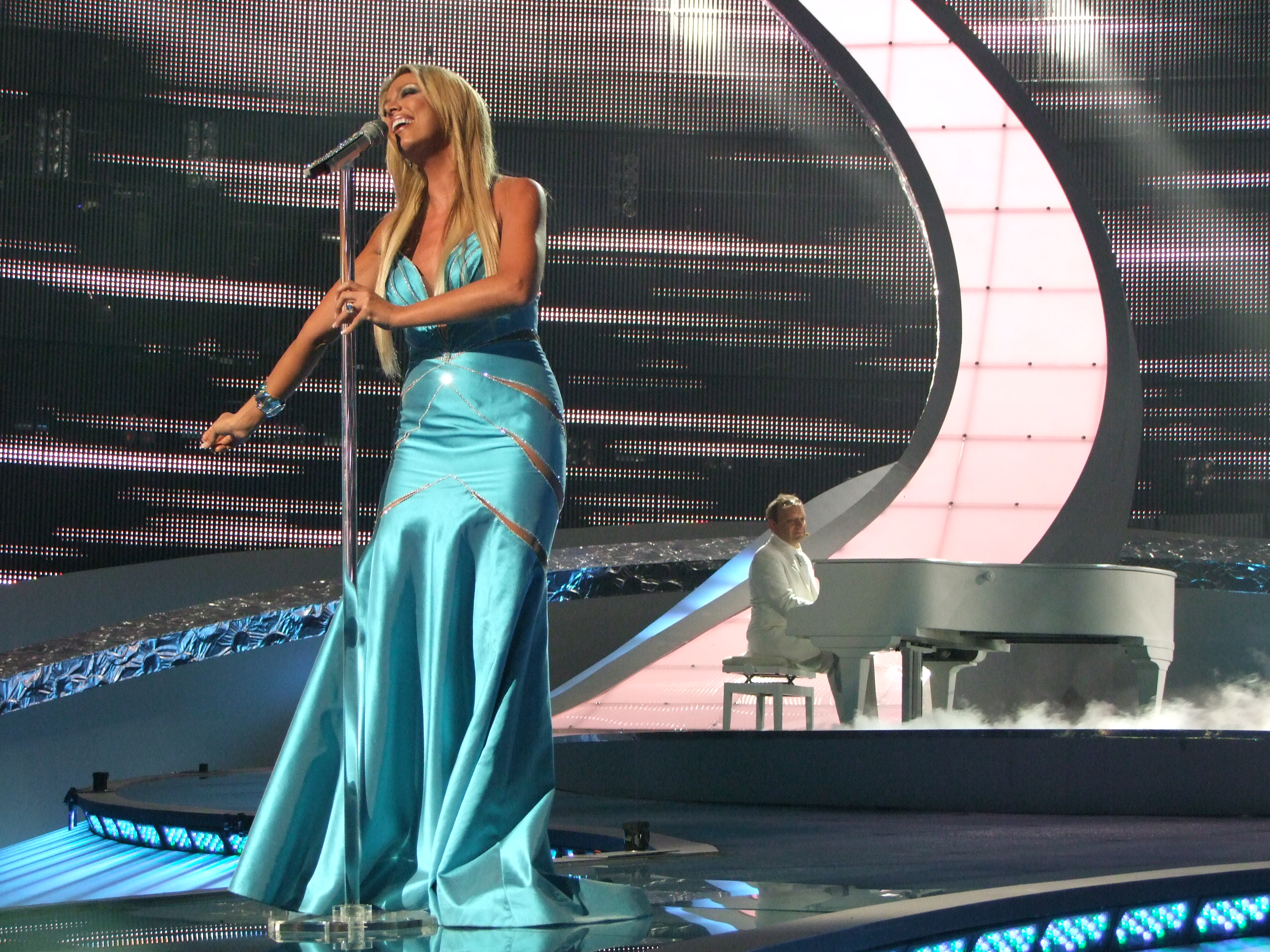
Isis Gee tijdens haar optreden in de eerste halve finale

Polen nam deel aan het Eurovisiesongfestival 2008 in Belgrado, Servië. Het was de 13de deelname van het land op het Eurovisiesongfestival. De selectie verliep via een nationale finale. TVP was verantwoordelijk voor de Poolse bijdrage voor de editie van 2008.

## Selectieprocedure
Om de kandidaat te kiezen voor Polen op het festival koos men ervoor om deze via een nationale finale aan te duiden.
In totaal deden er 12 artiesten mee aan de finale.
De winnaar werd gekozen door de televoters thuis en een jury.

| Volgorde | Artiest                 | Lied                 | Jury | Televoting | Totaal | Plaats |
| -------- | ----------------------- | -------------------- | ---- | ---------- | ------ | ------ |
| 01       | Kasia Nova              | "The Devil"          | 0    | 01         | 01     | 11     |
| 02       | Edi Ann                 | "Lovin’U"            | 07   | 05         | 12     | 04     |
| 03       | Izabela Kopeć           | "You've got my love" | 04   | 06         | 10     | 06     |
| 04       | Starnawski & Urban Noiz | "It's not a game"    | 05   | 0          | 05     | 10     |
| 05       | Queens                  | "I say my body"      | 0    | 0          | 0      | 12     |
| 06       | Isis Gee                | "For life"           | 12   | 12         | 24     | 01     |
| 07       | Man Meadow              | "Viva la Musica"     | 02   | 10         | 12     | 03     |
| 08       | Afromental              | "Thing we’ve got"    | 03   | 04         | 07     | 09     |
| 09       | Plastic                 | "Do something"       | 10   | 02         | 12     | 05     |
| 10       | Sandra Oxenryd          | "Superhero"          | 06   | 03         | 09     | 08     |
| 11       | Natasza Urbańska        | "Blow Over"          | 08   | 07         | 15     | 02     |
| 12       | Margo                   | "Dlatego walcz"      | 01   | 08         | 09     | 07     |

## In Belgrado
Op het festival zelf in Servië moest Polen aantreden als 10de in de halve finale, net na Noorwegen en voor Ierland.
Op het einde van de avond bleek dat Polen op een 10de plaats was geëindigd met een totaal van 42 punten, wat net genoeg was om de finale te behalen. Normaal was de 10de plaats geen gegarandeerde finaleplek, echter koos de jury dit.
Men ontving 1 keer het maximum van de punten.
België en Nederland hadden geen punten over voor deze inzending.
In de finale moest men aantreden als 10de net na Kroatië en voor IJsland.
Op het einde van de avond bleek dat Polen op een 24ste plaats was geëindigd met een totaal van 14 punten.
België en Nederland hadden geen punten over voor deze inzending.

### Gekregen punten

#### Halve finale
| 12 punten   | 10 punten    | 8 punten                          | 7 punten               | 6 punten                |
| ----------- | ------------ | --------------------------------- | ---------------------- | ----------------------- |
| - Ierland   | - San Marino |                                   |                        |                         |
| 5 punten    | 4 punten     | 3 punten                          | 2 punten               | 1 punt                  |
| - Duitsland |              | - Azerbeidzjan - Rusland - Spanje | - Noorwegen - Roemenië | - Armenië - Griekenland |

#### Finale
| 12 punten | 10 punten             | 08 punten | 07 punten | 06 punten |
| --------- | --------------------- | --------- | --------- | --------- |
|           | - Ierland             |           |           |           |
| 05 punten | 04 punten             | 03 punten | 02 punten | 01 punt   |
|           | - Verenigd Koninkrijk |           |           |           |

### Punten gegeven door Polen

#### Halve finale 2
Punten gegeven in de halve finale:
| 12 punten | Armenië      |
| 10 punten | Azerbeidzjan |
| 08 punten | Rusland      |
| 07 punten | Noorwegen    |
| 06 punten | Griekenland  |
| 05 punten | Finland      |
| 04 punten | Israël       |
| 03 punten | Roemenië     |
| 02 punten | Slovenië     |
| 01 punt   | Andorra      |

#### Finale
Punten gegeven in de finale:
| 12 punten | Armenië      |
| 10 punten | Oekraïne     |
| 08 punten | Noorwegen    |
| 07 punten | Azerbeidzjan |
| 06 punten | Rusland      |
| 05 punten | Israël       |
| 04 punten | Servië       |
| 03 punten | Griekenland  |
| 02 punten | Finland      |
| 01 punt   | Frankrijk    |

1994 · 1995 · 1996 · 1997 · 1998 · 1999 · 2000 · 2001 · 2002 · 2003 · 2004 · 2005 · 2006 · 2007 · 2008 · 2009 · 2010 · 2011 · 2012-2013 · 2014 · 2015 · 2016 · 2017 · 2018 · 2019 · 2020 · 2021 · 2022 · 2023 · 2024 · 2025